# Ornery People
Ornery People  (deutsch Aufdringliche Leute) ist ein Jazzalbum von Tim Berne und Michael Formanek. Die am 6. und 7. Oktober 1998 am Mat Bevel Institute in Tucson, Arizona, entstandenen Aufnahmen erschienen erstmals im Dezember 1998 als Compact Disc auf dem kleinen Label Little Brother Records. 2019 wurden sie im Eigenverlag als Download auf der Plattform Bandcamp wiederveröffentlicht.

## Hintergrund
Der Saxophonist Tim Berne arbeitete in den 1990er-Jahren mit seiner Formation Bloodcount, der neben Chris Speed, Marc Ducret und Jim Black auch der Bassist Michael Formanek angehörte. Zwei Jahre vor ihrem Zusammentreffen in Tucson hatte Berne das Album Bloodcount Unwound eingespielt und auch bei Formaneks Nature of the Beast (enja, mit Dave Douglas, Steve Swell, Chris Speed, Tony Malaby, Jim Black) mitgewirkt. Drei Monate zuvor hatte Berne bereits einen College-Auftritt absolviert, als er mit dem Cellisten Hank Roberts an der Cornell University aufgetreten war, erschienen auf Cause and Reflect.

## Titelliste
- Tim Berne & Michael Formanek: Ornery People (Little Brother Records lb 013)[2]

1. Jiggle The Handle (Michael Formanek) 12:52
2. Byram's World (Tim Berne) 7:05
3. Stubborn Love (Tim Berne) 7:57
4. Are We There Yet? (Tim Berne) 9:44
5. Emerger (Michael Formanek) 9:52
6. Brincident (Formanek, Berne) 14:06

## Rezeption
Michael G. Nastos verlieh dem Album in Allmusic vier Sterne und schrieb,  Berne spiele heute klischeefreier denn je, sein Klang auf dem Altsaxophon sei definiert und verfeinert. Formanek wiederum sei einfach einer der eher handwerklichen, zuverlässigen Swinger oder Improvisatoren auf seinem Instrument, je nachdem, was er wähle. Diese beiden würden hier gut aufeinander abgestimmt agieren und den Zuhörern eine einmalige Gelegenheit bieten, beide in einer natürlichen Umgebung zu hören, die manchmal von einer größeren Gruppe überdeckt werden kann.
Hier sei ein exzellentes Duo, bestehend aus Berne am Alt- und Baritonsaxophon (hauptsächlich Alt) und Formanek, einem geschickten Arco- und Pizzicato-Spieler, am Bass, schrieb Harvey Pekar in JazzTimes. Berne nehme hier eindeutig die Hauptstimme ein, doch das sei durchaus in Ordnung, denn das sei so ein gutes Album. Berne habe sich in den frühen 1980er Jahren als lobenswerter freier Improvisator etabliert; außerdem sei er ein großartiger Komponist, genau wie Formanek, und ein erstklassiger Improvisator. Strukturell verdiene sein Werk besondere Aufmerksamkeit. Er verfüge über eine großartige Fähigkeit, Motive zu variieren und darauf aufzubauen. Auch sein melodischer Einfallsreichtum verdiene Lob. Formanek trete hier mit Geschmack und Diskretion auf; alles, was er spielt, scheine angemessen.
Ornery People, Bernes Live-Duett mit Michael Formanek, vermittle „die knorrige Diplomatie von zwei Brüdern, die sich um einen Scheck streiten“, hieß es in Pitchfork Media. Fast keine von Bernes Kompositionen dauere weniger als 10 Minuten, und den Spielern würde es gelingen, jedes Mal auf eine andere Art und Weise über die Karte rasen und mit einer Spontaneität durch die Strukturen schlagen, die alternative Takes verdiene.